# 奥塔里·阿尔什巴
奥塔里·约诺维奇·阿尔什巴（羅馬化：Otari Ionovich Arshba；1955年4月12日—）是俄罗斯政治人物，自2003年起担任俄罗斯联邦国家杜马议员他是统一俄罗斯党最高委员会成员。
阿什巴出生于阿布哈兹苏维埃社会主义共和国的苏呼米。他是一位前企业家、高层管理者。美元千万富翁。退休的联邦安全局上校，安全部门的资深人士。

## 制裁
阿尔什巴于2022年因俄乌战争而受到英、美、欧盟等多国制裁。